# 山口昌伴
山口 昌伴（やまぐち まさとも、1937年 - 2013年8月17日）は、日本のエッセイスト、研究者。父は画家・デザイナーの山口正城。

## 略歴
1963年、早稲田大学建築学科卒業。
1972年まで建築事務所勤務の後、GKインダストリアルデザイン研究所入所。GK道具学研究所所長として、住居学・考現学・生活学の視点からの研究に従事。日本生活学会理事、日本産業技術史学会理事、国立民族学博物館研究協力員となる。この間、『室内』『マイホームプラン』『建築知識』などに多くの記事を寄稿。エッセイストとしては、矢田洋、丹羽小丸、知久章など多くのペンネームでも執筆する。
1996年には栄久庵憲司、川添登らとともに道具学会を設立。第3代会長を務めた。
2013年8月17日死去。

## 著書
- 『建築馬鹿』鳳山社刊 （著者名：矢田洋）
- 『建築用語漫歩』文化出版局刊（同：矢田洋）
- 『どうも住みません』鳳山社刊（同：丹羽小丸）
- 『言葉のブティック』筑摩書房刊（同：知久章）
- 『図説台所道具の歴史』柴田書店刊
- 『台所空間学』建築資料研究社
- 『世界一周台所の旅』角川書店
- 『日本人の住まい方を愛しなさい』王国社
- 『台所の100年』ドメス出版
- 『水の道具誌』岩波新書
- 『台所の一万年』農文協
- 『ガス灯からオーブンまで』鹿島出版会
- 『私のダイドコロジー』筑摩書房
- 『地球・道具・考』住まいの図書館出版局

ほか